# Euthycera sardoa
Euthycera sardoa är en tvåvingeart som beskrevs av Contini och Rivosecchi 1984. Euthycera sardoa ingår i släktet Euthycera och familjen kärrflugor. Inga underarter finns listade i Catalogue of Life.